# خوشه (مجله)
خوشه یکی از نشریاتی بود که به سردبیری احمد شاملو منتشر می‌شد. این مجله به دستور ساواک تعطیل شد. 